# Umari (São João do Rio do Peixe)
Umari é um distrito da cidade de São João do Rio do Peixe, Paraíba, Brasil. 